# Arthur Christopher Benson

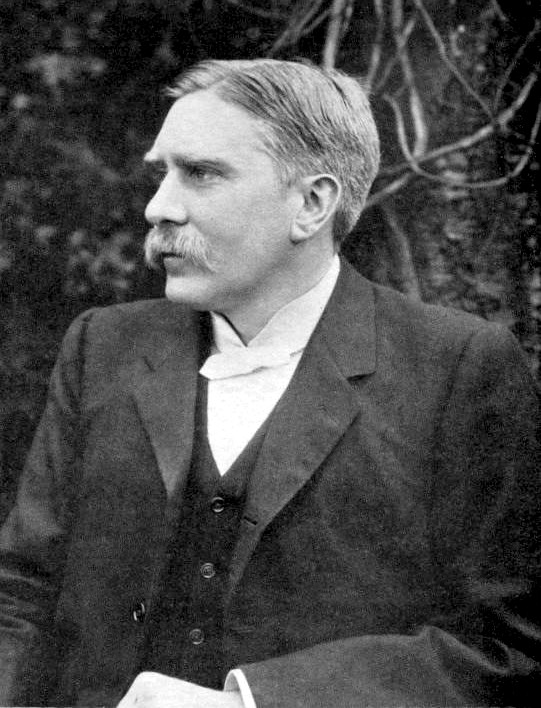
Arthus Christopher Benson (um 1899)

Arthur Christopher Benson (* 24. April 1862 in Wellington College, Berkshire; † 17. Juni 1925) war ein englischer Essayist, Dichter und Schriftsteller, und der 28. Leiter des Magdalene College in Cambridge.

## Leben
Arthur Christopher Benson war eines von sechs Kindern des Edward White Benson, der 1883 Erzbischof von Canterbury wurde. Ein Onkel der Familie war der Philosoph Henry Sidgwick. Die Familie Benson war außergewöhnlich gebildet und fähig, aber ihre Geschichte war zugleich auch tragisch: Ein Sohn und eine Tochter starben jung; die Tochter Margaret Benson litt ebenso – wie Arthur selbst – schwer an einer psychischen Krankheit. Wahrscheinlich waren sie manisch-depressiv, was sie von ihrem Vater geerbt hatten. Keines der Kinder hat je geheiratet.
Trotz seiner Krankheit war Arthur ein hervorragender Lehrer und ein sehr produktiver Schriftsteller. Er wurde in Eton und am King’s College (Cambridge) unterrichtet. Von 1885 bis 1903 unterrichtete er selbst in Eton und kehrte dann nach Cambridge zurück um Vorlesungen in englischer Literatur am Magdalene College zu halten. Von 1915 bis 1925 leitete er das College. Von 1906 war er ein Leiter von Gresham’s School.
Seine Gedichte und Essaybände wie From a College Window, waren zu seiner Zeit berühmt. Er hinterließ eines der umfangreichsten Tagebücher, das je geschrieben wurde mit etwa vier Millionen Worten. Heute ist er am besten in Erinnerung als der Autor des Textes der patriotischen Hymne, Land of Hope and Glory, und als Bruder des Romanautors E. F. Benson.
Er ist am Ascension Parish Burial Ground in Cambridge bestattet.

## Werke (in Auswahl)

### Lyrik
- Gedichte zu Stücken von Edward Elgar: In the Dawn, Speak, Music!, Speak, my Heart!, and the Coronation Ode including Land of Hope and Glory (1901–1902)

### Prosa
- The Hill of Trouble and Other Stories (1903)
- The Isles of Sunset (1904)
- Paul the Minstrel and Other Stories (1911)
- The Child of the Dawn (1911)
- Basil Netherby (1926)

### Essays
- Essays by Arthur Christopher Benson of Eton College. W. Heinemann, London 1896.
- The Upton Letters. Smith, Elder & Co., London 1905.
- From a College Window. Smith, Elder & Co., London 1906.
- Escape and Other Essays. Smith, Elder & Co., London 1915.

### Biographie
- The life of Edward White Benson sometime Archbishop of Canterbury. By his son Arthur Christopher Benson of Eton College, 2 Bände. Macmillan, London 1900.
- The Leaves of the Tree. Studies in Biography. Smith, Elder & Co., London 1911.
- Ruskin. A study in personality. Smith, Elder & Co., London 1911.

### Weitere Schriften
- Der Schulmeister. Eine Studie zur Kenntnis des englischen Bildungswesens und ein Beitrag zur Lehre von der Zucht, übersetzt von Käthe Rein. Hermann Beyer & Söhne, Langensalza 1904.
- The Beauty of Life. Being Selections from the Writings of Arthur Christopher Benson. Hodder & Stoughton, London 1912.
- The Reed of Pa. English renderings of Greek epigrams and lyrics. Murray, London 1922.